# Rosetown (Saskatchewan)
Pour les articles homonymes, voir Rosetown.
Rosetown est une ville de la province canadienne de Saskatchewan.
Elle a été fondée en 1905 par James and Anne Rose, deux migrants venus d'Angleterre. Un bureau de poste a ouvert en 1907.
Sa population en 2016 était de 2 451 habitants. 